# Stacja narciarska Jastrzębica SKI
Stacja Narciarska Jastrzębica SKI – ośrodek narciarski położony w Przyłękowie w Beskidzie Żywieckim na północnym zboczu góry Jastrzębica (758 m n.p.m.).

## Wyciągi i trasy
Jastrzębica to góra położona w wysuniętej na północ części Beskidu Żywieckiego, której szczyt znajduje się na wysokości 758 m n.p.m. Z jej szczytu można podziwiać rozległe panoramy nie tylko w stronę Żywca i Beskidu Małego, ale także na Beskid Śląski i Pasmo Baraniej Góry. Na północnym stoku Jastrzębicy położona jest stacja narciarska Jastrzębica SKI, która dysponuje 2-osobowym wyciągiem orczykowym o długości 700 m i przewyższeniu 200 m. Wzdłuż wyciągu biegnie czarna trasa zjazdowa, która otrzymała homologację FIS i Polskiego Związku Narciarskiego. Na stoku znajdują się jeszcze dwie boczne trasy czerwone. Dwie trasy są oświetlone, naśnieżane i ratrakowane. Przepustowość wyciągu wynosi do 700 osób na godzinę. W dolnej części stoku ustawiony jest wyciąg taśmowy dla dzieci Sunkid.

## Ośrodek i pozostała infrastruktura
Przy dolnej stacji wyciągu znajdują się:
- Hotel Żywiecki, w którym znajdują się 24 pokoje, restauracja, strefa wellness z basenem, sauny sucha i parowa, centrum Medical SPA oraz dwie sale konferencyjne
- Budynek apartamentowy dysponujący 6 pokojami
- Bezpłatny parking mogący pomieścić do 100 pojazdów
- punkt gastronomiczny
- wypożyczalnia sprzętu narciarskiego
- szkółka narciarska „Dendys SKI”.

## Operator
Operatorem ośrodka jest spółka Ośrodek Narciarsko-Rekreacyjny „Przyłęków” Sp. z o.o. (KRS 0000429458) zarejestrowana w KRS 9 sierpnia 2012 roku. Siedziba spółki mieści się w Przyłękowie przy ul. Kępka 3. Prezesem zarządu spółki o kapitale 5.843.800 zł jest Marcin Kopytko.

## Historia
Stacja narciarska Jastrzębica SKI powstała na miejscu dawnego wyciągu narciarskiego w Przyłękowie zlokalizowanego przy nieistniejącym już pensjonacie PIAST, w miejscu którego powstał hotel Żywiecki. Oficjalne otwarcie Jastrzębica SKI nastąpiło 8 stycznia 2016 r.